# Hagyományos afrikai vallások
Az afrikai hagyományos vagy törzsi vallások a kontinensen a harmadik legnagyobb csoportot képezik a kereszténység és az iszlám után.
Az afrikai emberek hite és szokásai rendkívül változatosak, és különböző népek vallásait foglalják magukban. Ezek a hagyományok általában inkább szóban, mintsem írásban maradnak fenn, és elbeszéléseken, dalokon és fesztiválokon keresztül öröklődnek nemzedékről nemzedékre. Ide tartozik a szellemekben, valamint a felsőbb és alsóbb istenekben való hit, beleértve néha egy legfelsőbb lényt is, valamint a halottak tisztelete, a mágia használata és a hagyományos afrikai gyógyászat. A legtöbb afrikai vallás animistának mondható, különböző politeista és panteista vonatkozásokkal. Az emberiség szerepét általában a természet és a természetfeletti erőkkel való békés együttműködésében látják.
Törzsi vallásoknak azon természeti népek hiedelemvilágát nevezzük, amelyek tagjait összeköti a közös származás, a szokásrendszer, az erkölcsi és nyelvi közösség, illetve egyazon törzsi területen élnek. Feltárásuk még manapság sem könnyű feladat, hiszen a nagy világvallásokkal ellentétben írott források, „dogmatikai művek” nem állnak rendelkezésre, így legfeljebb csak közvetlen megfigyelésekre szorítkozhatunk.
A fekete-afrikaiakra általános jellemzők:
- A városokban általában a kereszténység és az iszlám vallás az uralkodó. A városokon és a muszlim régiókon kívül az afrikaiak többé-kevésbé a hagyományos vallásoktól függenek.
- A vallás áthatja az élet minden területét, és nem alkot külön világot. Az afrikaiak az életben minden eseménynek természetfeletti okot tulajdonítanak.
- Az afrikai vallások élet-igenlők, és alig található bennük aszkézis.
- A vallásokat a mágia hatja át.
- Különféle rítusok tartják fenn a stabilitást és a rendet.

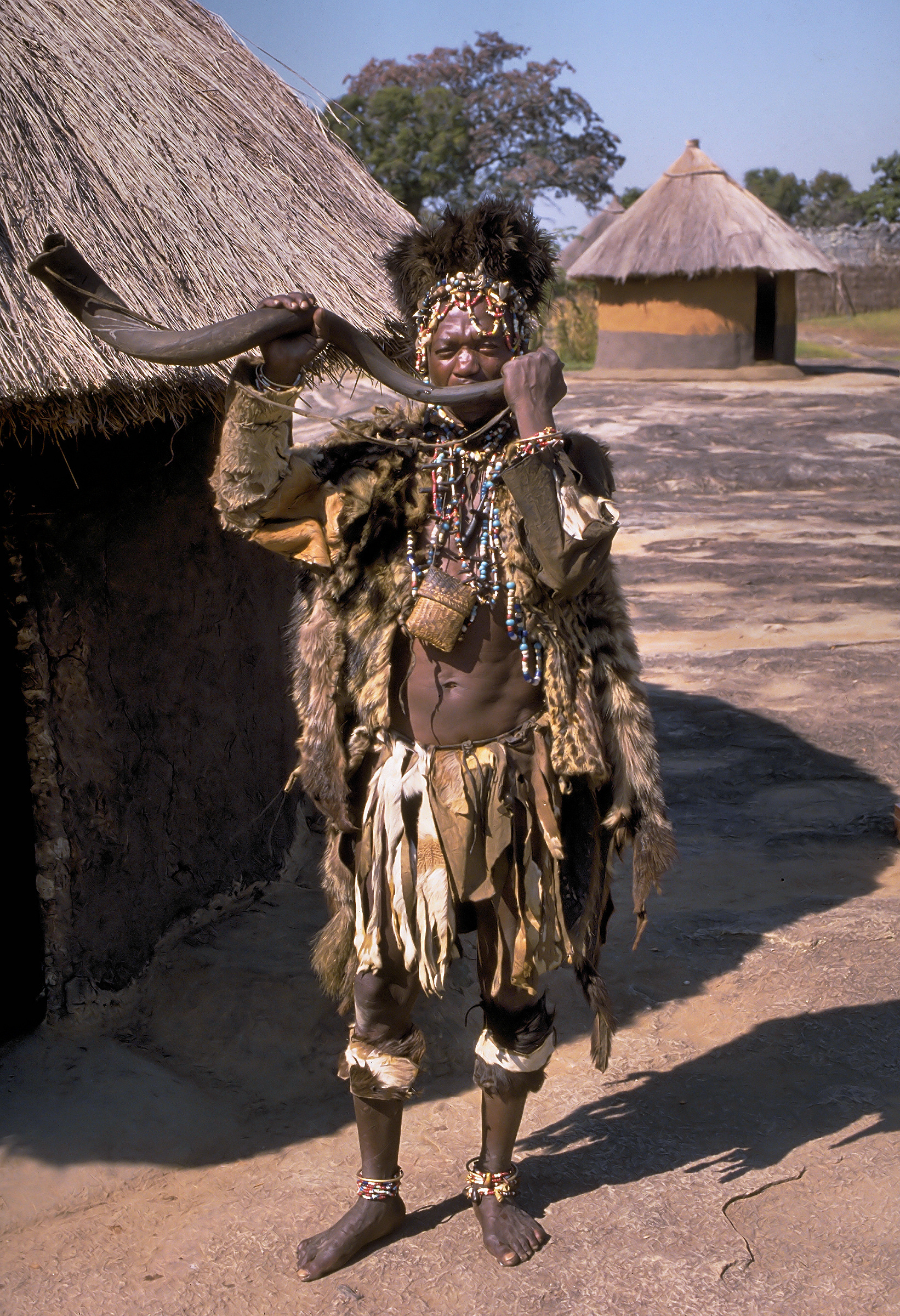
Sona törzsi boszorkánydoktor (n'anga) Zimbabwében

Sok régi hiedelem és viselkedésmód máig ott is fennmaradt, ahol a kereszténység vagy az iszlám vált a közösség vallásává, például a modern afrikai városok lakói körében; de ez nyilvánul meg a szinkretista vallások terén is.

## Jellemzői
A törzsi vallásos tényezők részben a mindennapokban élnek tovább, másrészt tudatosan is ápolják azokat. A nyugatiak szerint az ősi vallásos elképzelések és normák – főleg a városlakók körében – néhány generáció alatt fokozatosan megkopnak, lazulnak majd. A jelenlegi afrikai társadalomban azonban még nagyon szilárd helyet foglalnak el. Hogy milyen vonzó erővel bírnak az ősi érzelemvilággal telített vallási nézetek és rituálék az afrikaiak számára, azt az afrikai bennszülött keresztény „független egyházak” növekvő sikerei is igazolják.

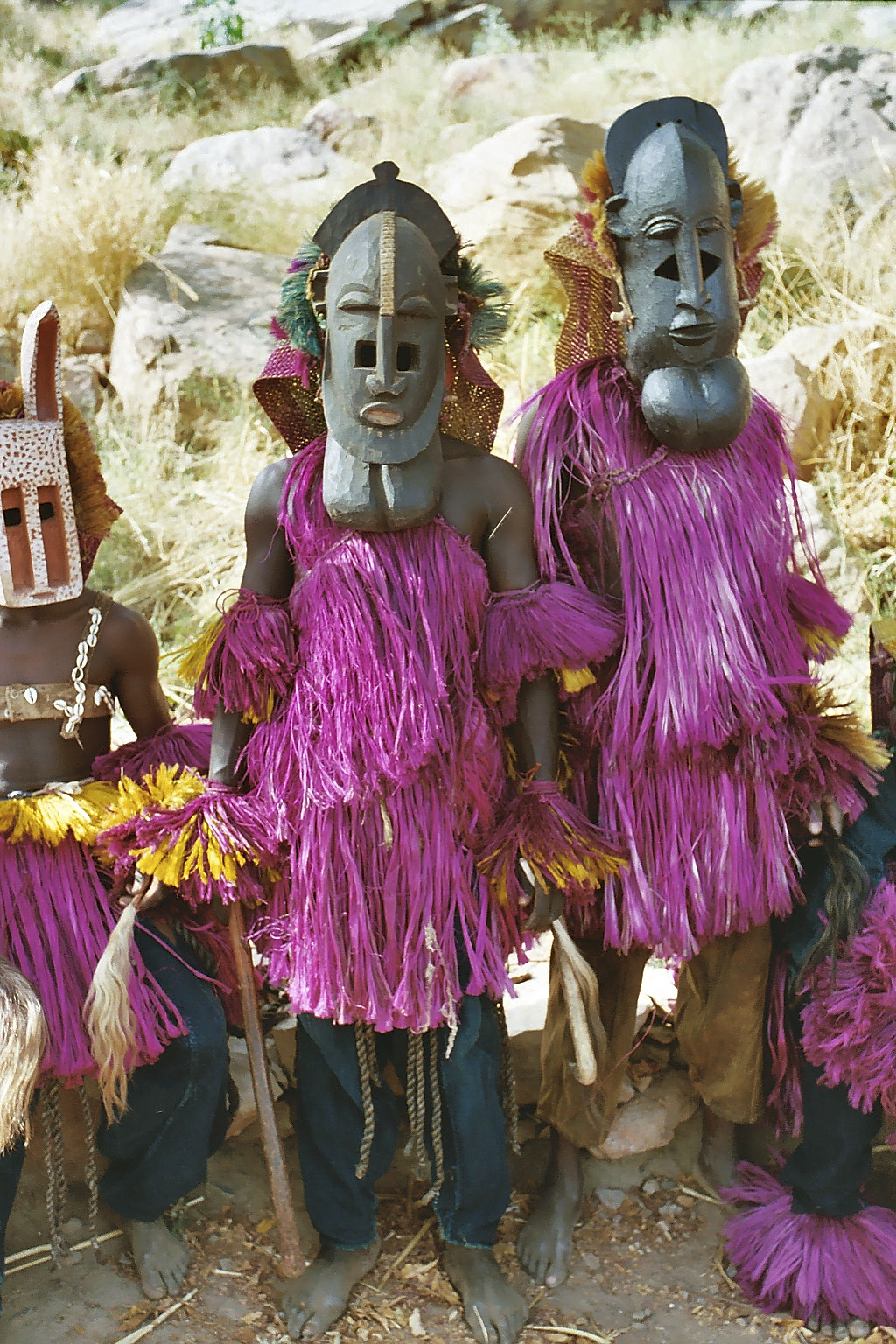
Dogonok szertartásos maszkokban Maliban

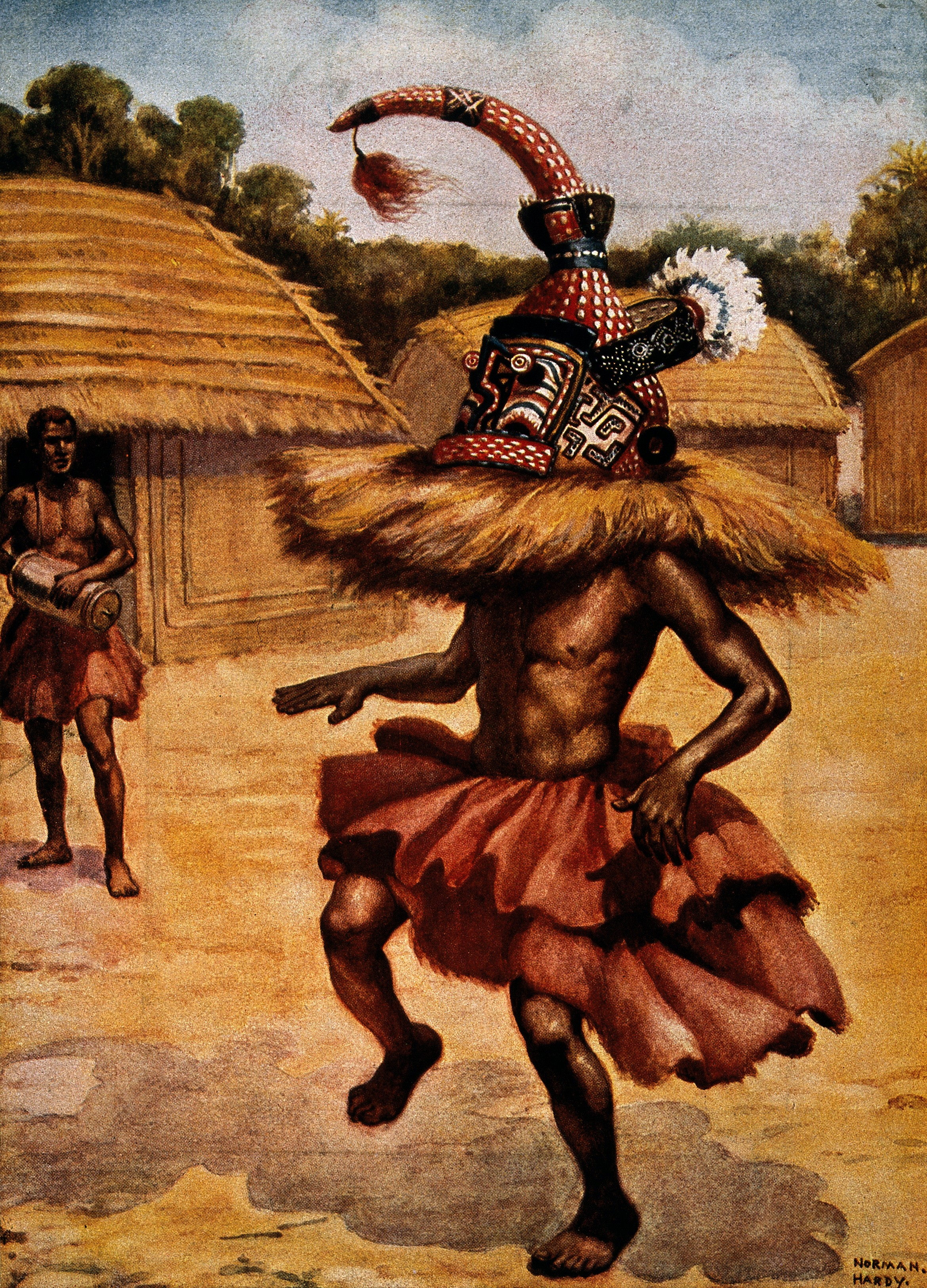
Sámán (gyógyító ember) ábrázolása Kongóban a 19. században.

Az afrikai népek mítoszai szerint a világ (a föld és az ég) mindig megvolt, mai formáját azonban isteni tevékenység következtében nyerte el. Az ember hol isten teremtményeként, hol mitikus ősök leszármazottjaként, hol pedig az égi világ küldöttjeként szerepel a mítoszokban. Néhány afrikai mítosz világkatasztrófáról, pl. vízözönről is beszél.
Eredetileg animista törzsi vallások léteztek csak Afrikában. A különböző fejlettségi fokon álló vadász, állattenyésztő vagy földművelő népek vallásában szerepel egyfajta hit a teremtő istenségben (a Nagy Úrban). 
William Bosman 1700 körül a Rabszolgapartra tett utazásáról azt írta, hogy a bennszülötteknek világos elképzeléseik vannak az igaz Istenről, akit mindenhatónak képzelnek... Bizonyos, hogy hitük szerint szerint ez az Isten teremtette a világegyetemet és buzgón imádják bálványaik előtt. De nem imádkoznak hozzá, és áldozatot sem mutatnak be neki. Ezt azzal indokolják, hogy Isten túl magasan van, és túl nagy fáradság lenne leereszkednie onnan az emberek miatt; ezért a bálványistenekre ruházta a világ igazgatását. Ezek a bálványistenek, akik Isten után másod-, harmad- és negyedrendűek, a mi uraink, akiknek engedelmességgel tartozunk. És ebben a szilárd hitben nyugodtan élnek.
Az afrikai törzsek többségének tagjai hisznek a világ felett álló, teremtő isten létezésében, akiről – kinyilatkoztatás híján – keveset tudnak, de ismerik őt a természetben megtalálható számtalan alkotásának szemlélése révén. A teremtő isten persze nem feltétlenül személyes lény, hanem lehet személytelen erő, állat, tárgy, vagy éppen szellem. Ennek nyomán beszélhetünk az afrikai hiedelemvilág tanulmányozásakor animizmusról, fetisizmusról, totemizmusról, sámánizmusról, hiszen láthatjuk, hogy mindez rokon vonást a kezdeti társadalmak fejlettségi szintjével (ld. vallástörténet). A világ alkotója azonban sok törzs gondolatvilágában valóban személyes, legfelsőbb isteni lényként van jelen, akit rendszerint Öregnek, Nagynak, vagy az ég Urának neveznek. Ez a mindenható Úr a világ megteremtése után viszont már nem foglalkozik az ott folyó eseményekkel, nem avatkozik teremtményei dolgába. Ebből következően nincs is szükség imádatára, valamint áldozatok bemutatására különleges szertartások keretében. A közösség tagjai csak kimondottan nagy veszély esetén fordulnak hozzá segítségért, s ő vagy meghallgatja elesett teremtményeit, vagy nem, tehát úgy funkcionál mint valamilyen szuverén kényúr. 
A törzsi vallások tagjaihoz sokkal közelebb állnak az alacsonyabb rangú istenségek, illetve a szellemvilág. Ezek az istenek már tipikusan funkcióistenek, külön természetfeletti vigyázója van a folyóknak és forrásoknak, az őserdőknek és hegycsúcsoknak. Miként a görög funkcióisteneknek , nekik is emberi tulajdonságaik vannak, féltékenyek és haragosak, nemritkán embergyilkosok, akiket mágiával, illetve áldozati szertartásokkal kényszerítenek az emberek támogatására. A szertartásokat általában a közösség felnőtt férfi tagjai irányítják, a cselekmények középpontjában a pedig a varázslók állnak. A varázslók mágikus eljárásokkal, eksztatikus tánccal és varázstárgyak segítségével végzik tevékenységüket, Afrikában őket nevezik boszorkánydoktoroknak. Azok a boszorkánydoktorok, akik a közösség javáért munkálkodnak oly módon, hogy megpróbálják messzire űzni az ártó szellemeket, a hiedelem szerint fehér mágiát, míg velük szemben a gonosz, rontó tevékenységet folytató varázslók fekete mágiát végeznek.
A hagyományos vallások hívei hisznek különféle szellemi erőkben, amelyek hatással vannak az emberekre. Közös vonásuk még az ősök tisztelete.
A törzsek tagjai hisznek az ún. ómenekben, vagyis a szellemvilágnak az emberi akarattól független jósjeleiben. Több olyan jósjelet is számon tartanak, amelyekből hitük szerint bizonyos következtetéseket lehet levonni a jövendő alakulásáról, mint például a csillagok állása, a madarak repülési iránya, a tűzbe dobott csontok hasadási iránya stb. Jóslással Afrikában a „hivatásos jósok” foglalkoznak, valamint olyan, – az ősök szellemei, illetve más, természetfeletti lények által – megszállt személyek,
akiket erre a tevékenységre a közösség is felhatalmaz, és tekintéllyel ruház fel.
A törzsi kultusz lebonyolítói a törzsi varázslók (sámánok). Feladatuk a mágikus szertartások, áldozatok bemutatása, esőcsinálás, varázslás-gyógyítás, avatási, temetési szertartás vezetése, rontás, vagy rontás elhárítása.
A varázslók mellett az ún. titkos (főleg férfi) szövetségek is tartanak szertartásokat, rendszerint ijesztő maszkokban és öltözékekben. Az ő feladatuk a rend fenntartása, a bűnösök felkutatása és megbüntetése, az adósságok behajtása, ami gyakran párosul zsarolással.
A vallási rítusok közül kiemelkedik az avatási szertartás (ahol az érettségi próbáknak alávetett és a vallás titkairól kioktatott fiatalok jelképesen meghalnak, hogy felnőttként szülessenek újjá), a gyakran napokig tartó, énekkel, zenével, tánccal összekapcsolt földművelési szertartás és a megrendítő hatású temetési szertartás. A szertartásokon rendszerint maszkot viselnek (vagy arcfestést alkalmaznak), amelyek segítségével a különféle szellemek jelenlétét biztosítják és egyben ily módon védekeznek is velük szemben.
A mindennapok eseményeit, az élet, a munka minden fázisát, eseményét személyes és személytelen hatalmak, „erők” hatásával hozzák összefüggésbe. Emberfeletti hatalmak (szellemek) létével számolnak: például amikor betegség esetén „gyógyítóembert” hívnak segítségül.

## Elterjedtsége
A hagyományos vallások hívei Afrikában 43 országban élnek, becslések szerint több mint 100 millióan.
A kereszténység és az iszlám nagyrészt kiszorította az őshonos afrikai vallásokat, azonban gyakran az afrikai kulturális kontextushoz és hitrendszerekhez igazodik. Az afrikai emberek gyakran kombinálják hagyományos hitük elemeit az ábrahámi vallásokkal. Ez a két ábrahámi vallás Afrikában széles körben elterjedt, bár többnyire különböző régiókban koncentrálódik. Az ábrahámi vallási hiedelmek, mint például az egyetlen teremtő istenbe vetett hit, meglehetősen korán bekerültek a hagyományosan többistenhitű afrikai vallásokba. A nyugat-afrikai vallások a valósággal való megbékélésre törekszenek, és az ábrahámi vallásokkal ellentétben nem eszményképek. Általában a személyes tapasztalatok valóságát olyan spirituális erőkkel igyekeznek magyarázni, amelyek a rendezett csoportos életet segítik, szemben azokkal, amelyek ezt veszélyeztetik.
A hagyományos afrikai vallások követői szerte a világon megtalálhatók. A közelmúltban olyan vallások, mint a joruba vallás és az odinala (a hagyományos igbó vallás), a gaboizmus, egyre nagyobb teret hódítanak. Az igbók és a jorubák vallása népszerű a Karib-térségben, valamint Közép- és Dél-Amerika egyes részein. A vudu az Amerikai Egyesült Államokban inkább a Mexikói-öböl menti államokban elterjedt.

## Alapjai

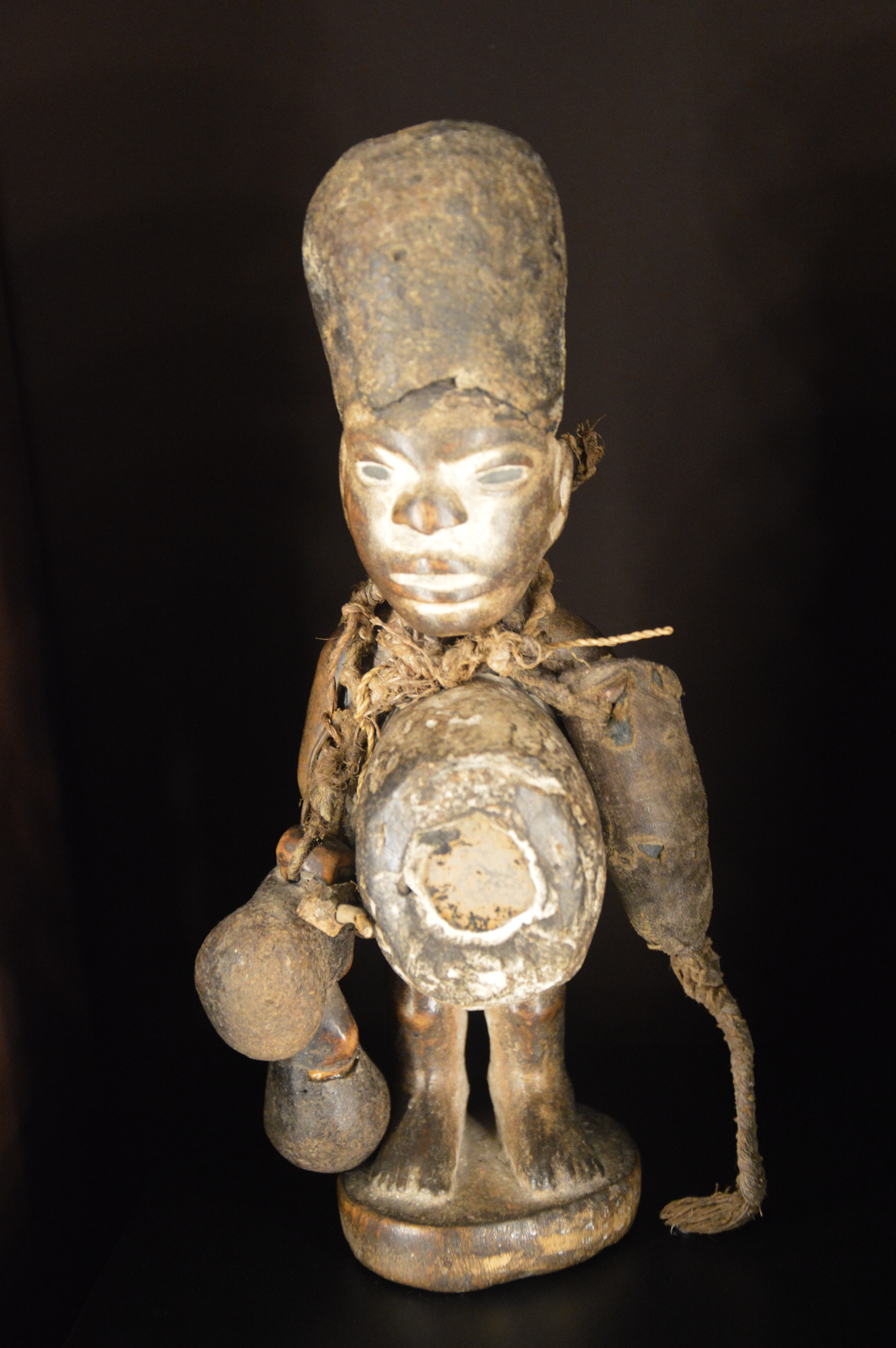
Egy bakongó nkisi nkondi. Ezek a kongói vallás hite szerint olyan tárgyak, melyekben szellemek lakoznak

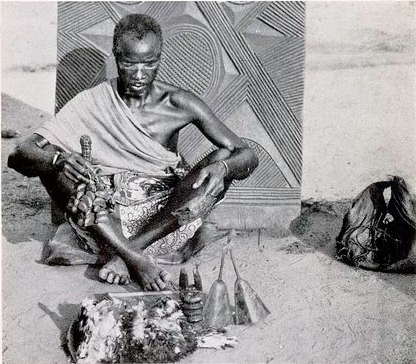
20. század eleji fénykép egy igbó gyógyító emberről

A hagyományos afrikai vallások alapját a rendkívül összetett animisztikus hiedelmek képezik. Ez a világ más hagyományos vallásaihoz hasonlóan magában foglalja a védőistenségek és a természet tiszteletét, az őskultuszt és a túlvilági életbe vetett hitet. Míg egyes vallások panteista világképet képviselnek egy legfőbb teremtő istennel, más istenek és szellemek mellett, addig mások tisztán politeista rendszert követnek különböző istenekkel, szellemekkel és más természetfeletti lényekkel. A hagyományos afrikai vallások a totemizmus, a sámánizmus és az ereklyék tiszteletének elemeit is tartalmazzák.
A hagyományos afrikai vallások tanai, mint a világ legtöbb más ősi hitrendszere, alapvető elemeit szóbeli hagyományokban őrizték meg és őrzik ma is. Ezek a hagyományok nem vallási alapelvek, hanem olyan kulturális identitás, amely történeteken, mítoszokon és meséken keresztül öröklődik nemzedékről nemzedékre. A közösség, a család és a környezet fontos szerepet játszik az egyén személyes életében. A követők hisznek őseik szellemének útmutatásában. Számos hagyományos afrikai vallás esetében léteznek szellemi vezetők és papok különböző fajtái. Ezek az egyének nélkülözhetetlenek a közösség spirituális és vallási fennmaradásához. Vannak a sámánokhoz hasonló titokzatos személyek, akik a gyógyításért és a „jóslásért” - egyfajta jövendőmondásért és tanácsadásért - felelnek. Ezek a hagyományos gyógyítók az ősök vagy az istenek segítségét kérik. Szigorú képzésen vesznek részt, és számos szükséges készséget tanulnak meg, többek között azt, hogy miként használják a természetes gyógynövényeket a gyógyításhoz, és más, sokkal rejtélyesebb képességeket, mint például egy elrejtett tárgy megtalálása anélkül, hogy tudnák, hol van. A hagyományos afrikai vallások szerint az elhunyt ősök kapcsolatot tartanak fenn élő rokonaikkal. A legtöbb ősszellem általában jó és kedves, rossz cselekedeteik kisebb betegségeket okoznak, hogy figyelmeztessék az embereket, hogy rossz útra tévedtek.
Az afrikai ősvallások középpontjában az őstisztelet, a szellemvilágba, a természetfeletti lényekbe és a szabad akaratba vetett hit áll (ellentétben a hit később kialakult fogalmával). Az elhunyt emberek (és állatok vagy fontos tárgyak) továbbra is léteznek a szellemvilágban, és befolyásolhatják a földi létet, illetve kölcsönhatásba léphetnek vele. A többistenhit formái széles körben elterjedtek az ókori Afrika és a világ más területeinek nagy részén, az iszlám, a kereszténység és a zsidó vallás megjelenése előtt. Kivételt képezett az Ehnaton fáraó által létrehozott, rövid életű egyistenhitű vallás, amelynek létrehozásakor a fáraó kötelezővé tette, hogy személyes istenéhez, Atonhoz imádkozzanak (lásd: Atonizmus). Az egyiptomi vallás e figyelemre méltó megváltoztatását azonban a fáraó fia, Tutanhamon visszafordította. A főistenek, más különlegesebb istenségekkel, ősszellemekkel, területi szellemekkel és lényekkel együtt a hagyományos afrikai vallások közös elemei, kiemelve az ókori Afrika összetett és fejlett kultúráját. Egyes kutatások szerint bizonyos egyistenhívő elképzelések, mint például a legfőbb istenbe vagy erőbe vetett hit (sok más isten, istenség és szellem mellett, amelyeket néha az emberek és a teremtő közötti közvetítőknek tekintettek) már az ábrahámi vallások bevezetése előtt is jelen voltak Afrikában. Ezek az  elképzelések különböztek az ábrahámi vallásokban fellelhető egyistenhit fogalmától.

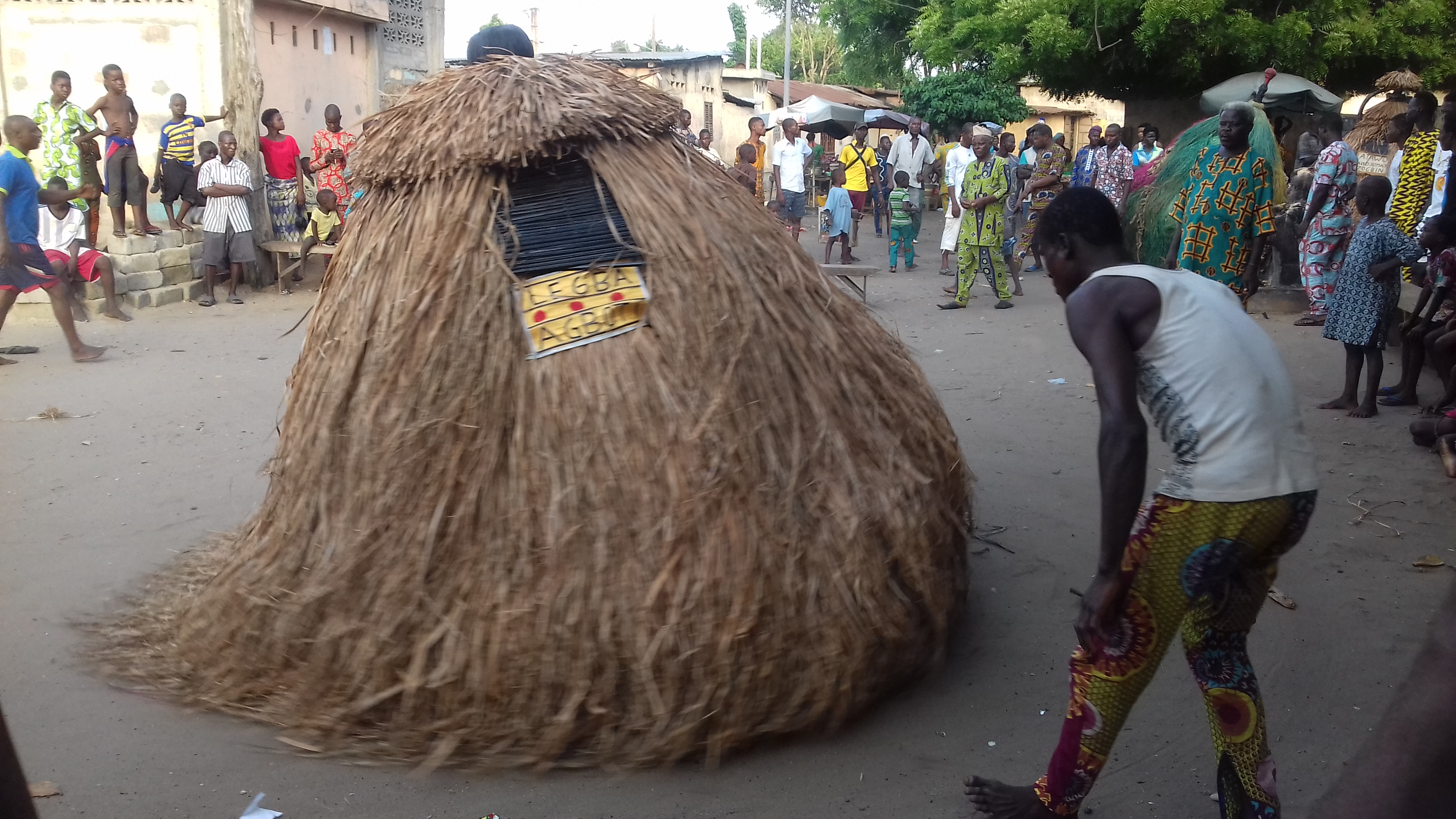
Egy zangbetó szertartás Beninben

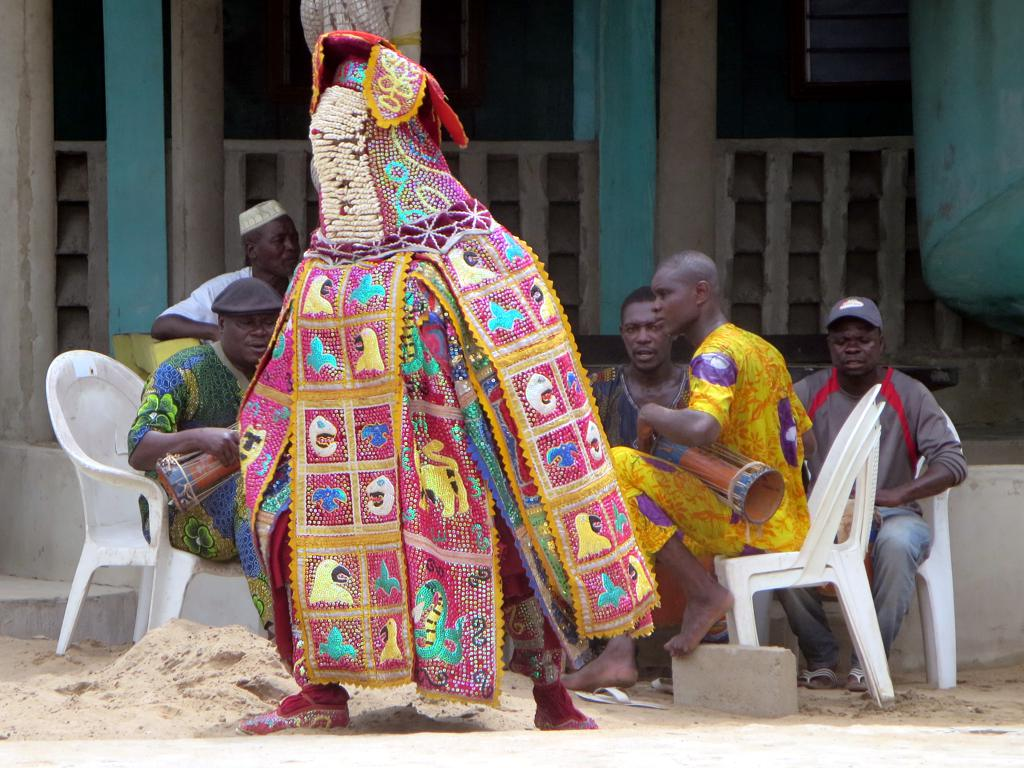
Vodun táncos zenészekkel Beninben

A hagyományos afrikai gyógyítás is szorosan kapcsolódik a hagyományos vallásokhoz. Clemmont E. Vontress szerint Afrika különböző vallási hagyományait egy alapvető animisztikus hit köti össze. Szerinte a szellemekben és az ősökben való hit az afrikai vallások legfontosabb eleme. Az istenek vagy saját maguk teremtették a világot és az emberiséget, vagy szellemek és nagy ősök formálták azt, a későbbi nemzedékek ezeket az egyéneket kezdték el később istenekként tisztelni. Clemmont azt is megjegyzi, hogy a legtöbb afrikai népi vallásra nagy hatással voltak az idegen vallások, főként a kereszténység és az iszlám, és ezért a modern időkben eltérhetnek eredeti formájuktól.
A hagyományos afrikai vallások általában hisznek a halál utáni életben (egy szellemvilágban vagy birodalomban, ahol a szellemek mellett istenek is laknak), és bizonyos vallásokban létezik a lélekvándorlás fogalma is, amely szerint az elhunyt emberek újjászülethetnek a családjuk egy tagjának testében, ha akarnak, vagy ha van valami teljesítendő feladatuk. A szerer vallás elutasítja, hogy Roog, a főisten és teremtő képes lenne újjészületni, viszont, a pangool, a lelkek újjászületése a szerer vallásban is jól megalapozott hiedelem.
Az ugyanazon a területen gyakorolt hagyományos afrikai vallások között gyakran vannak hasonlóságok. Például Közép-Afrikában a Kongói Demokratikus Köztársaság, a Kongói Köztársaság, Ruanda, Burundi, Zambia és Malawi területén hasonló vallási hagyományok élnek. Ezekben az országokban a hagyományos vallási gyakorlatokat követő emberek gyakran különféle szertartásokon keresztül tisztelik őseiket, és ”területi kultuszokon", illetve "szentélykultuszokon„ keresztül imádják a földet vagy egy bizonyos istent.
Jacob Olupona, nigériai-amerikai professzor a Harvard egyetemen, az őshonos afrikai vallások tanának kutatója úgy foglalta össze a számtalan hagyományos afrikai vallást, mint az afrikai népek átfogó animisztikus vallási hagyományait és hiedelmeit Afrika keresztény és iszlám „gyarmatosítása” előtt. Az ősök tisztelete mindig is „jelentős” szerepet játszott a hagyományos afrikai kultúrákban, és az afrikai világkép központi elemének tekinthető. Az ősök (lelkek/szellemek) a valóság szerves részét képezik. Általában úgy tartják, hogy elhunyt családtagjaik egy másik birodalomban (szellemvilágban) élnek tovább, míg egyesek úgy vélik, hogy az ősök hatalma megegyezik az istenek erejével.
Az istenségek és az ősök közötti határvonal gyakran vitatott, de általánosságban úgy vélik, hogy elhunyt őseik a létezés magasabb szintjét foglalják el, mint az élő emberek, és úgy tartják, hogy képesek áldást vagy betegséget, tanácsot, jó szerencsét és tiszteletet adni élő leszármazottaiknak, de követelhetnek is, például ragaszkodhatnak szentélyeik megfelelő karbantartásához és használatához. Az ősök tiszteletébe vetett hit a hagyományos afrikai szellemiség befogadó jellegéről is tanúskodik, mivel azt állítja, hogy az elhunyt elődök még mindig szerepet játszanak az élő leszármazottaik életében.

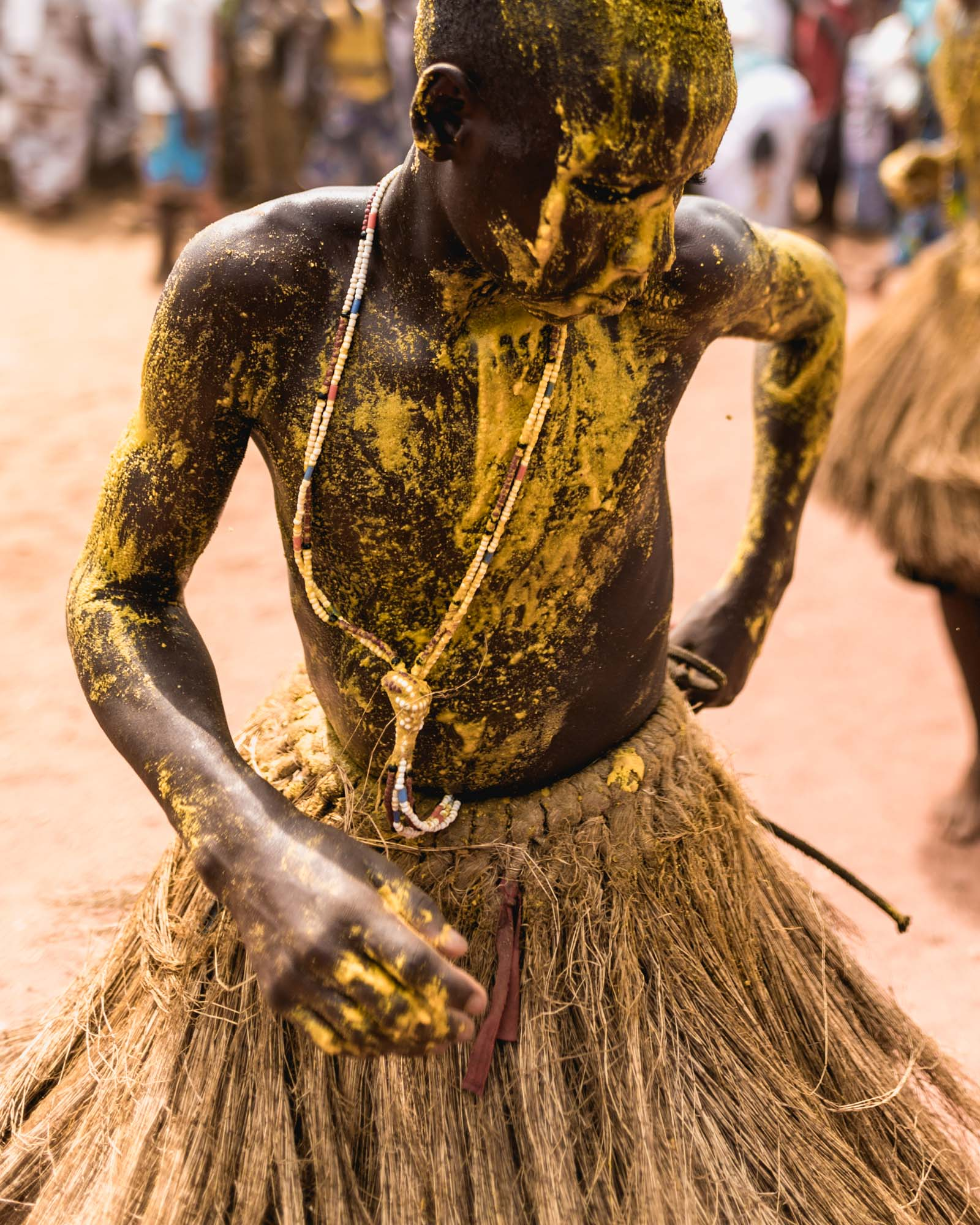
Voodoo szertartás koku táncosa Beninben

Olupona elutasítja az egyistenhit nyugati/iszlám meghatározását, és azt mondja, hogy ezek a fogalmak nem képesek tükrözni az összetett afrikai hagyományokat, és túlságosan leegyszerűsítőek. Míg egyes afrikai vallásokban van egy legfőbb lény (más istenségek mellett), addig másokban nincs. A nyugati vallások egyistenhite nem tükrözi azt a sokrétűséget, ahogyan a hagyományos afrikai vallások az, istenekről, szellemlényekről és a lélekről gondolkodnak. Összegzésképpen megállapítja, hogy a hagyományos afrikai vallások nem csupán egyfajta hitrendszert alkotnak, hanem ez egy világnézet, egy életmód.

## Ünnepek, tánc
A nyugat- és közép-afrikai vallási gyakorlatok általában közösségi szertartásokban vagy jóslási rítusokban nyilvánulnak meg, amelyek során a közösség tagjait az erő (ashe, nyama stb.) által megszállva, ritmikus, lendületes dobolás vagy éneklés hatására meditatív állapotba kerülnek. A Gabonban és Kamerunban gyakorolt egyik vallási szertartás az okuji (okuyi), amelyet több bantu népcsoport gyakorol. Ebben az állapotban régiótól függően a dobolás vagy a köztiszteletben álló zenészek által játszott hangszeres ritmusok (amelyek mindegyike egy adott istenséghez vagy őshöz kötődik), a résztvevők egy-egy istenséget vagy őst, energiát vagy tudatállapotot testesítenek meg azzal, hogy különböző rituális mozdulatokat vagy táncokat végeznek, amelyek tovább fokozzák emelkedett tudatállapotukat.
Amikor ezt a transz-szerű állapotot megtapasztalják és megértik, a követők beavatást nyernek egy adott gondolkodásmód tiszta vagy szimbolikus megtestesítésének megértésébe. Ezáltal képessé válnak arra, hogy elválasszák az ezen gondolkodásmód által kiváltott érzéseket azok mindennapi életben való megnyilvánulásaitól. A tiszta energia vagy érzések természetének és forrásainak ilyen elkülönítése és az azt követő szemlélődés segít a résztvevőknek kezelni és elfogadni azokat, amikor a hétköznapi körülmények között jelentkeznek. Ez megkönnyíti ezen energiák jobb irányítását és átalakítását pozitív, megfelelő viselkedéssé, gondolkodássá és beszéddé. Ez a gyakorlat arra is alkalmat adhat, hogy az ilyen transzban lévők olyan szavakat ejtsenek ki, amelyeket egy kulturálisan képzett beavatott vagy jós által értelmezve betekintést nyerhetnek a megfelelő irányzatokba, amelyeket a közösség (vagy az egyén) a céljai elérése érdekében követhet.

## Istenek és szellemek

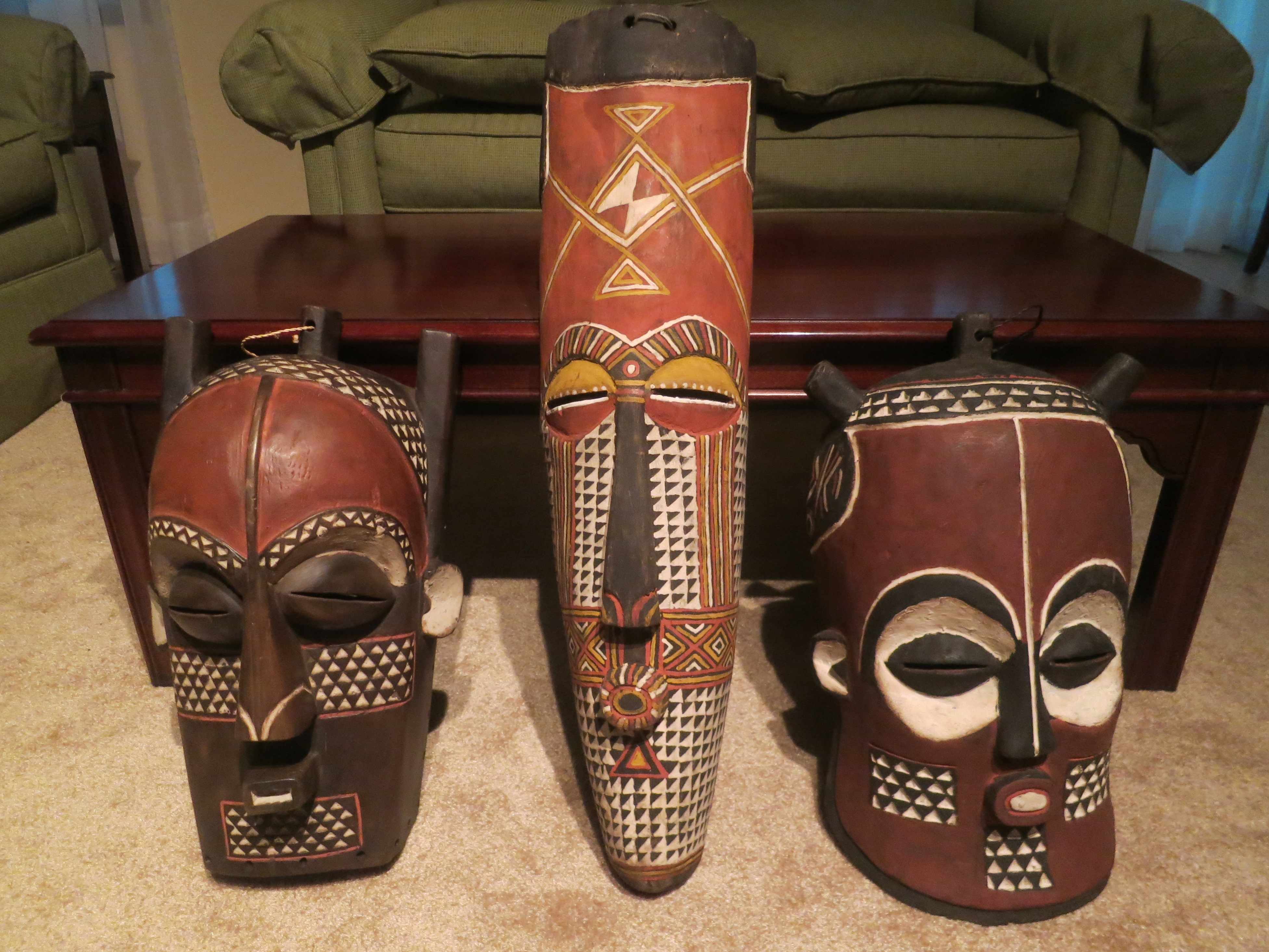
Bakongó maszkok (Kongói Központi tartomány)

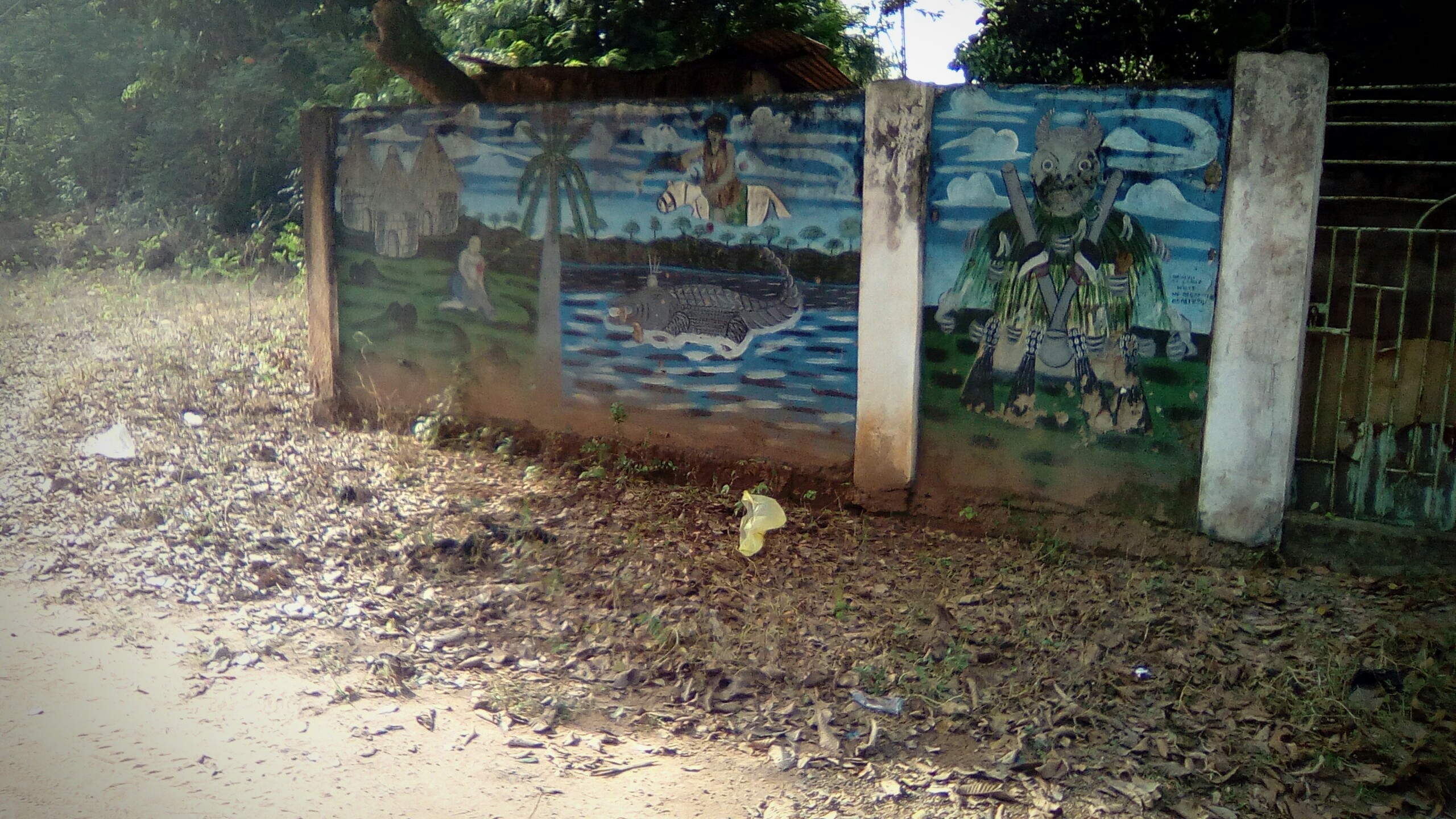
Vallási ábrázolás egy kerítésen, Ghána déli részén

A hagyományos afrikai vallások követői különböző szellemekhez és saját őseikhez imádkoznak. Ide tartoznak a természet, az elemek és az állatok szellemei is. Az erős szellemek és az istenek között gyakran elenyésző a különbség. A legtöbb afrikai társadalom több „hatalmas istenben” és nagyszámú alacsonyabbrendű istenben és szellemben hisz. Vannak olyan vallások is, amelyekben egyetlen legfőbb lény van (Csukvu, Nyame, Olodumare, Ngai, Roog). Egyes vallások egy kettős istent és istennőt tisztelnek, mint például Mavu-Lisza.
A hagyományos afrikai vallások rendszerint hisznek egy túlvilági életben, egy vagy több szellemvilágban. Az ősök tisztelete szinte minden afrikai vallásban jellemző, egyes hitrendszerek az iszlám vagy akár a hinduizmus hatására más nézeteket is átvettek.

## Gyakorlatok és szertartások
A hagyományos afrikai vallások között több a hasonlóság, mint a különbség, bár Jacob Olupona azt írta, hogy a hagyományok közötti különbségek és eltérések nagy száma miatt nehéz igazán általánosítani őket. Az isteneket és szellemeket állatok, zöldségek, főtt ételek, virágok, féldrágakövek vagy nemesfémek felajánlásával vagy feláldozásával tisztelik. Az istenek vagy szellemek akaratát a hívők az istenekkel való kapcsolatfelvétel vagy jóslás útján is kikérik. A hagyományos afrikai vallások a természeti jelenségeket - apály és dagály, növekvő és fogyó hold, eső és aszály - és a mezőgazdaság ritmikus rendjét foglalják magukba. Gottlieb és Mbiti szerint:
"A környezet és a természet tisztelete a hagyományos afrikai vallások és kultúra minden területén jelen van. Ez nagyrészt azért van így, mert a világnézet és a hiedelmek szorosan összefonódnak a természeti jelenségekkel és a környezettel. Az időjárás, a mennydörgés, a villámlás, az eső, a nappal, a hold, a nap, a csillagok minden eleme az afrikai emberek világnézetén keresztül irányíthatóvá válhat. A természeti jelenségek felelősek az emberek napi szükségleteinek biztosításáért."
Például a szerer vallásban a világegyetem egyik legszentebb csillagát Yoonir-nak (a Szíriusz) nevezik. A hosszú mezőgazdasági hagyományokkal rendelkező szerer nép főpapjai és papnői (szaltigue) évente a Yoonir fázisa előtt
tartanak beszédet Fatikban a Xooy-szertartáson, hogy megjósolják a téli hónapokat, és lehetővé tegyék a földművesek számára a vetés megkezdését.
A hagyományos gyógyítók Afrika nagy részén még mindig aktívan tevékenykednek, és gyakorlataik különböző mértékben tartalmaznak vallási elemeket is.

### Jóslás

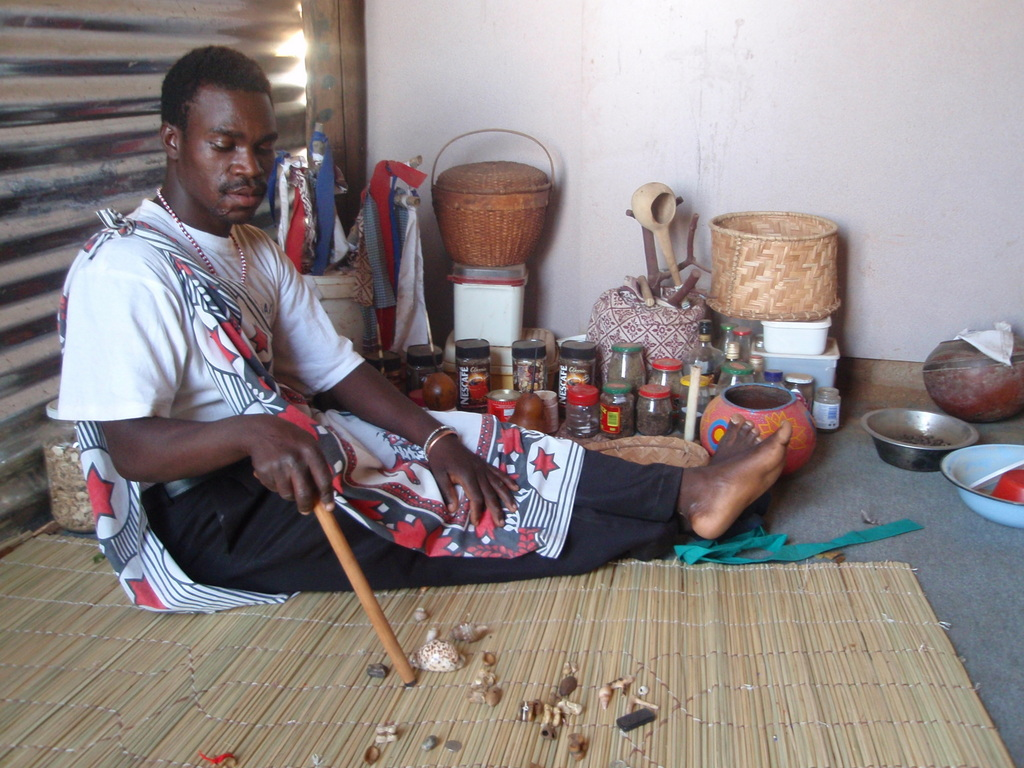
Dél-afrikai gyógyító (szangóma) jósol csontokkal

Mivel Afrika egy nagy földrész, számos etnikai csoporttal és kultúrával, nem létezik egységes jóslási technika. A jövendőmondás gyakorlása történhet kis tárgyakkal, például csontokkal, cowrie-kagylókkal, kövekkel, bőrcsíkokkal vagy lapos fadarabokkal.
Egyes esetekben a jövendőmondást fából készült szent jóslótáblák segítségével végzik, vagy a földön (gyakran egy körben).

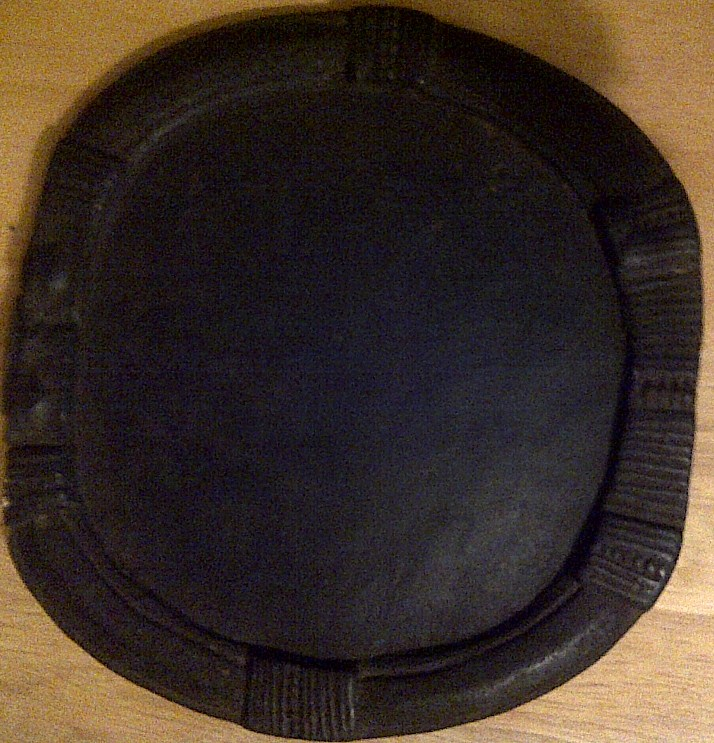
20. századi joruba jósló tábla

A hagyományos afrikai társadalmakban sokan rendszeresen keresnek fel jósokat. A gyakorlatot általában nem tiltják. A jósokat (akiket papoknak is neveznek) életbölcsességükért, életvezetési tanácsokért és a gyógynövénygyógyászatban való jártasságukért keresik fel.

## Ubuntu
Az Ubuntu egy nguni bantu kifejezés, amely „emberséget” jelent. Egy olyan fogalom része, amelyet néha úgy fordítanak, hogy „Én vagyok, mert mi vagyunk” (vagy „Én vagyok, mert ti vagytok”), vagy „emberség másokkal szemben” (zulu nyelven umuntu ngumuntu ngabantu). A khosza nyelvben is ezt a kifejezést használják, de gyakran filozófiai értelemben, mint „az egész emberiséget összekötő egyetemes osztozkodó kötelékbe vetett hitet." Olyan értékek és gyakorlatok gyűjteménye, amelyeket az afrikai vagy afrikai származású emberek úgy tekintenek, amelyek az egyént valódi emberré teszik. Bár ezek az értékek és gyakorlatok különböző etnikai csoportokban eltérőek, mind egy dologra mutatnak rá: az ember egy nagyobb és jelentősebb kapcsolati, közösségi, társadalmi, környezeti és szellemi világ része.

## Erkölcs és erkölcstelenség
Az erény a hagyományos afrikai vallásban gyakran kapcsolódik a közösségi kötelezettségek teljesítéséhez. Ilyen például a szülők és az idősebbek tisztelete, a gyermekek megfelelő nevelése, a vendégszeretet, a becsületesség, a megbízhatóság és a bátorság.
Egyes hagyományos afrikai vallásokban az erkölcsösség az Istennek való engedelmességgel vagy engedetlenséggel függ össze az egyén vagy a közösség életmódját illetően. A kikujuk szerint legfőbb teremtőjük, Ngai a kisebb istenségeken keresztül lelkiismeretként szól az emberekhez, és vezeti azokat, akik erkölcsösek.
Sok esetben a más vallásokra áttért afrikaiak továbbra is megtartották hagyományos szokásaikat és gyakorlataikat, szinkretista módon ötvözve azokat.

## Szent helyek
A hagyományos afrikai vallások néhány szent helyei többek között: [forrás?]
- Nri-Igbó,
- Szangomar-fok,
- Jabojabó,
- Fatik,
- Ife,
- Oyo,
- Benin City,
- Ouidah,
- Nszukka,
- Igbó-Ukvu,
- Tulvap Kipszigisz.
- valamint az egykori Dahomey királyság és a Kanem-Bornu birodalom területén található.

## Kapcsolat más hitrendszerekkel
A hagyományos afrikai vallások a szinkretizmustól és az egymás mellett éléstől kezdve a konfliktusig és a versengésig sokféleképpen érintkeztek a világ más nagy vallásaival. Ezek a kölcsönhatások jelentősen alakították Afrika vallási képét.

### Kereszténység
A kereszténység európai hittérítők általi bevezetése mélyreható változásokat hozott az afrikai vallási gyakorlatokban. Míg egyes közösségek teljes mértékben befogadták a kereszténységet, mások ötvözték az új vallás tanait hagyományos hitükkel, ami szinkretista gyakorlatokhoz vezetett. Nyugat-Afrika bizonyos részein például egyes keresztény felekezetek hagyományos szertartásaikat és jelképeiket beleépítik a keresztény istentiszteletbe, ami a hagyományos afrikai vallások tartós hatását tükrözi.

### Iszlám
Az iszlám észak- és nyugat-afrikai elterjedése jelentős hatással volt a hagyományos afrikai vallásokra is. A két vallás évszázadok óta egymás mellett él, gyakran az iszlám elemei keverednek a hagyományos gyakorlatokkal. Az olyan területeken, mint Szenegál és Mali, a szúfi iszlám gyakran magába olvasztja a helyi vallási gyakorlatok egyes elemeit, ami a hagyományos afrikai vallások és az iszlám miszticizmus közötti mély összhangot tükrözi.

### Együttélés, szinkretizmus és viszályok
A jelenkori Afrikában sokan azonosulnak mind a hagyományos afrikai vallásokkal, mind a kereszténységgel vagy az iszlámmal és legalább kettő vallásnak az elemeit gyakorolják. Ez a szinkretizmus megmutatkozik a vallási gyakorlatokban, az ünnepeken és az egyének spirituális életében, akik mind az őshonos hagyományaik, mind az újabb vallások erősségeiből merítenek. Ugyanakkor feszültségek is kialakultak, különösen ott, ahol a keresztény vagy iszlám csoportok erőszakos hittérítői a hagyományos afrikai vallások teljes elnyomására törekedtek. Ezek a feszültségek néha a hagyományos afrikai vallások háttérbe szorulásához vezettek, bár továbbra is létfontosságú szerepet játszanak számos afrikai közösség kulturális és szellemi életében.

## Vallási üldözés
A hagyományos afrikai vallásokat a keresztények és a muszlimok egyaránt üldözték és néhány esetben még ma is üldözik. A törzsi vallások híveit e két ábrahámita vallás követői erőszakkal térítették át saját vallásukra, démonizálták és háttérbe szorították a hagyományos hitrendszereket. A kegyetlenkedések közé tartoznak a vallási gyilkosságok, háborúk, a szent helyek lerombolása és más rémtettek.
Az üldöztetés a hátrányos megkülönböztetés, valamint a hagyományos társadalommal, kultúrával és az őshonos vallási hiedelmekkel való összeférhetetlenség miatt például a dinkák nagy része napjainkban is elutasítja vagy figyelmen kívül hagyja az iszlám és keresztény tanításokat.

## A tudomány és a hagyományos afrikai vallások
Bandama és Abidemi Babatunde Babalola szerint:
"A tudománynak mint „beágyazott gyakorlatnak” a vallási szertartásokhoz szorosan kapcsolódó szemléletét nyugati szemszögből "tudománytalannak", "áltudománynak" vagy "mágiának" tekintik. Afrikában erős kapcsolat van a szellemi és a természeti világ között. Az istenek és szellemek a legfelsőbb lény küldöttei és az érintett folyamatok működőképességéért felelős pártfogók. A joruba vallásban például Olokun - a gazdagság istennője - az üvegipar védőszentjének számít, ezért fordulnak hozzá tanácsért. Áldozatokat ajánlanak fel, hogy megbékítsék őt a sikeres működés érdekében. Ugyanez igaz a vasfeldolgozásra is. A jelenlegi tudományos kutatások megerősítették az ókori Afrika hozzájárulását a tudomány és technológia világméretű történelméhez." (2023).

## Lista területek szerint

### Észak-Afrika
- Ókori egyiptomi vallás (az ókori Egyiptom és a mai Szudán területe). Mai formája a kemetizmus.
- Kusita mitológia (a Nílus völgye, Egyiptom és Szudán.
- Pun vallás (Tunézia, Algéria, Líbia).
- Hagyományos berber vallás (Marokkó – Nyugat Szaharát is beleértve – Algéria, Tunézia, Líbia, Egyiptom, Mauritánia, Mali, Niger, Csád, Burkina Faso).

### Kelet-Afrika
- Kusita mitológia (Szudán középső része, a kerma kultúra folytatásaként).
- Bantu mitológia:
  - Csagga vallás (Tanzánia).
  - Kikuju mitológia (Kenya).
  - Akamba mitológia (Kenya).
  - Aembu mitológia (Kenya).
  - Abaluja mitológia (Kenya).
  - Dinka vallás (Dél-Szudán).
  - Malgas mitológia (Madagaszkár).
  - Maszáj vallás (Kenya, Tanzánia).
  - Kaledzsin mitológia (Kenya, Tanzánia, Uganda).
  - Dini ja mszambva (Kenya nyugati része).
- Szomáli mitológia (Szomália).
- Waaqeffanna (az oromók és szomáliak hagyományos vallása Afrika szarván).

### Nyugat-Afrika
- Abvoi mitológia.
- Akan mitológia.
- Dahomeyi mitológia.
- Efik vallás.
- Edó vallás.
- Hausza animizmus.
- Idzsav vallás (az idzsó nép hagyományos hitrendszere, Nigéria).
- Godianizmus.
- Odinala (az igbók hagyományos vallása, Nigéria).
- Szerer vallás (Szenegál, Gambia, Mauritánia).
- Joruba vallás.
- Vodún (a vudu vallás eredeti formája, Ghána, Benin, Togo, Nigéria).
- Dogon vallás (Mali).
- Ifá (Nigéria).

### Közép-Afrika
- Bantu mitológia
  - Busongó mitológia (kongó-medence).
  - Kongói vallás.
  - Lugbara mitológia.
  - Baluba mitológia.
  - Mbuti mitológia (kongó).
- Lotukó mitológia (Dél-Szudán).
- Hausza animimus (Csád, Gabon).

### Dél-Afrika
- Bantu mitológia
  - Lozi mitológia (Zambia).
  - Tumbuka mitológia (Malawi).
  - Zulu vallás (a zuluk hagyományos hitrendszere).
- Badimó (Botswana, Dél-Afrikai köztársaság, Lesotho).
- Szan vallás (Botswana, Namíbia).
- Zimbabwe hagyományos vallásai.
- + Dél-Afrikai hagyományos gyógyítás.

### Afroamerikai vallások
Az afroamerikai vallások összekötő elemei az őstisztelet, egy teremtő istenségben való hit, illetve a főisten mellett kisebb istenségek tisztelete, mint például az Orisák és a loák a vuduban, a nkisi szellemek a kongó medencében, és vagy az alusi szellemek az igbók vallásában. Ezek a vallások a különböző afrikai hiedelmek szinkretizmusa mellett sokakban megtalálhatóak a népi katolicizmus elemei is, beleértve a népi szenteket és a népi vallásosság más formáit. Szerves része még az amerikai őslakosok vallási hagyományai, a spiritizmus, a sámánizmus (néha beleértve az entheogén szerek használatát) és az európai folklór.
Különböző „orvosi” spirituális hagyományok is léteznek, mint például az Obia és a Hodó (hoodoo), amelyek a lelki egészségre összpontosítanak. Az afrikai eredetű vallási hagyományok Amerikában eltérőek lehetnek. Léteznek olyan kultuszok, amelyekben csak nagyon kis mértékben van jelen az eredeti afrikai hidelemvilág, de lehetnek olyanok is, amelyek szinte teljesen megegyeznek a hagyományos afrikai vallásokkal, mint például a candomblé, vagy a hármas orisa.